# مارتن هوغ
مارتن هوغ (بالألمانية: Martin Haug)‏ (30 يناير / كانون الثاني عام 1827 – 3 يونيو 1876) هو مستشرق ألماني.

## السيرة الذاتية
وُلد هوغ في أوستدورف (اليوم جزء من بالينغن)، فورتمبيرغ. أصبح تلميذا في صالة الألعاب الرياضية في شتوتغارت في وقت متأخر نسبيا في العمر، و في عام 1848 دخلجامعة توبنغن، حيث درس اللغات الشرقية، وخاصة اللغة السنسكريتية. بعد ذلك حضر محاضرات في جامعة جورج أغسطس في غوتنغن وفي عام 1854 استقر كأستاذ جامعي في جامعة بون. في عام 1856 انتقل إلى جامعة هايدلبرغ، حيث ساعد بنسن في تعهدات حياته الأدبية.
في عام 1859 قبل دعوة إلى الهند، حيث أصبح المشرف على دراسات اللغة السنسكريتية وأستاذ اللغة السنسكريتية في بونه. هنا أتاحت له معرفته باللغة الأفستية والأدب فرصا ممتازة ليزيد علمه في هذا الفرع من الأدب. عاد بعد ذلك إلى شتوتغارت في عام 1866، حيث تمت دعوته إلى ميونيخ كأستاذ اللغة السنسكريتية وعلم اللغة المقارن في عام 1868.
كان الدكتور هوغ هو الذي ورد في الأصل بنية شعبية كتب تمهيد اللغة السنسكريتية  بواسطة بانداركر والتي كانت تستخدم في جميع أنحاء الهند في أوائل القرن العشرين.
توفي هوغ في باد راكاز.

## أعماله
نتيجة أبحاثه في بونا كان مجلد مقالات عن اللغة المقدسة والكتابات والدين من البارسي (بومباي-1862) ، طبعة جديدة، والتي أثرت بشكل كبير  بعد وفاته حيث ظهرت في عام 1878.
نشر هوغ عددا من الأعمال الأخرى ذات أهمية كبيرة على طالب الآداب القديمة في الهند وبلاد فارس. وتشمل:
- لغات بيلوي وبوندهيش (1854)
- كتابة ولغة الجنس المسماري الثاني (1855)
- محاضرة عن الخطاب الأصلي لزراردشت (1865)
- حول شخصية اللغة البيلوية (1869)